# 주의편향
주의편향(attentional bias) 혹은 주의편중은 주의(attention)에 있어 선택된 요인들이 인식(perception)에 영향을 주는 방식을 말한다. 주의편향은 꼬리에 꼬리를 무는 생각(train of thought)에 사로잡혔을 때 대안적인 가능성을 생각할 수 없는 사람을 가리키기도 한다. 예를 들어 흡연자는 두뇌의 대체된 보상민감도(reward sensitivity)로 인하여, 흡연 관련 신호들에 대한 주의편향을 보인다. 또한 불안(anxiety)이나 우울(depression) 등의 관련 증상과도 연관되어 있다.

## 의사결정
일반적으로 연구되어 온 주의편향 측정 실험은 요인(factor) (A)과 결과(result) (B)가 하나씩 있다. 둘다 모두 존재하거나(present) (P) 부재한(not present) (N) 상태이다. 이는 다음 4가지 가능한 조합을 불러 온다.
1. 요인과 결과 모두 존재 (AP/BP)
2. 요인과 결과 모두 부재 (AN/BN)
3. 요인은 존재하나 결과는 부재 (AP/BN)
4. 결과는 존재하나 요인은 부재 (AN/BP)

4가지 조합은 아래 표 형태로 볼 수 있다.
|             | A 존재 (A) | A 부재 (A') |
| ----------- | ---------- | ----------- |
| B 존재 (B)  | AP/BP      | AN/BP       |
| B 부재 (B') | AP/BN      | AN/BN       |

위의 실험 구조를 따르는 일반적인 질문은 다음과 같다. "신은 기도를 들어주시는가?" 주의편향으로 인하여, 유신론자들은 '그렇다'고 답할 것이다. 이들은 존재/존재 (A/B) 칸에 주목할 것이다. 이들의 유일신에 대한 종교적 신념은 이들이 요구한 것이 주어지는 상황에만 항상 고착되게 한다. 따라서 이들은 '나는 여러 차례 주님에게 무언가를 요구하였고, 주님은 그것을 주셨다'는 정당화를 보인다. 비슷하게, 주의편향으로 인해, 무신론자들 역시 존재/부재 (A/B', A'/B) 칸의 데이터에만 집중하였다. "주님이 내가 요구하지 않은 것을 준 적이 있는가?" 혹은 "내가 주님에게 무언가를 요구했으나 받지 않은 적이 있는가?" 이 실험은 실험대상자들이 특정 주의편향에 의존하는 표의 일부분을 무시하는 경향이 있다는 스멜스룬트(Smedslund)의 결론을 잘 보여준다.
시나리오들은 위의 표와 비슷한 아래의 표에서 묘사될 수 있다.
|                        | 신에게 A를 요구함 (A) | 신에게 A를 요구하지 않음 (A') |
| ---------------------- | --------------------- | ----------------------------- |
| A가 충족됨 (B)         | A/B                   | A'/B                          |
| A가 충족되지 않음 (B') | A/B'                  | A'/B'                         |

의사결정을 내릴 때, 긍정적인 자극들로 향하는 주의편향은 사회적 참여(social engagement) 증가, 친사회적 행동(prosocial behaviour) 증가, 외현적 장애(externalizing disorders) 감소, 감정적 후퇴 행동(emotionally withdrawn behavior) 감소와 같은 긍정적인 도출 상태와 연관되어 있다. 반대로, 불안장애(anxiety disorder), 만성 통증(chronic pain) 등 임상관련 증상 환자들은 보상 신호(reward cue)보다는 위협 신호(threat cue)를 더 우선시한다. 한 실험에서, 무표정, 위협하는 표정, 행복한 표정 등, 다양한 감정가(valence)의 얼굴들을 보여주었다. 그리고 500msec와 1250msec의 두 노출 지속에 대한 강제선택의 반응 시간을 보였다. 특성 불안(trait anxiety)이 높은 사람은 주의편향이 위협적인 표정을 선호한다고 입증되었다. 또한 불쾌감(dysphoria) 증가는 행복한 표정을 회피하는 경향과 관련 있었다. 그 사람은 부정적인 표정만 볼 것이기 때문에, 이 경향은 용수철 효과(spiraling effect)를 야기한다. 이는 더 큰 불안만 유도하고, 앞서 말한 긍정적 자극을 회피하려는 경향, 즉 경계-회피 패턴(vigilance-avoidance pattern)을 악화시킬 뿐이다.
두드러지게도, 또한 불안 환자와 우울 환자 간의 주의편향은 차이가 있다. 두 개의 단어쌍(word pairs)을 실험대상자들에게 제공하고, 각 단어쌍의 단어 하나 뒤에 점 탐침(dot probe)을 실시한다. 잠재의식 수준(subliminal level)에서 단어쌍의 절반을 제시하고, 나머지 절반은 의식 수준(supraliminal level)에서 제시한 후, 반응시간을 측정하였다. 기대한 대로, 불안 및 우울 환자군은 일반 대조군에 비하여 부정적인 단어에 주의편향을 보였다. 의식 수준에서 우울군은 불안군에 비해 위협 자극에 대한 경계가 더 컸다. 그러나 잠재의식 위협 자극에서, 불안군은 더 큰 경계를 보였다. 이는 불안 관련 편향이 무의식 수준에 있다는 것을 시사한다.

## 중독 행동
지난 20년동안의 연구는 중독행동(addictive behavior)이 약물 관련 자극(substance-related cue)으로 인한 주의편향과 강하게 연관되어 있는 바, 약물 관련 자극이 구체적으로 어떻게 주의편향의 한 특징이 되는지에 대하여 밝혀왔다. 일례로 흡연과 흡연 관련 자극에 관한 것이다.
스트루프 검사(Stroop test)를 이용한 연구는 '담배(cigarette)', '한 모금(puff)', '연기(smoke)'와 같은 흡연 관련 단어에 대해, '아프다(sick)', '통증(pain)', '죄책감 들다(guilty)'와 같은 부정적인 단어, 혹은 '안전하다(safe)', '기쁘다(glad)', '희망차다(hopeful)'와 같은 긍정적인 단어, '도구(tool)', '삽(shovel)', '망치(hammer)'와 같은 중립적인 단어들과 조합할 때의 효과를 검사하였다. 결과는 담배에 대해 이야기할 때 반응 시간이 더 늦춰지는 것과 부정적인 언어의 정도 간에 연관성이 강화된다는 것을 보였다. 결과는 주의편향, 즉 부정적인 언어가 흡연에 대한 태도에 끼치는 영향이 있다는 것을 의미한다. 부정적인 언어들이 흡연에 대한 부정적인 감정을 자극하는 만큼, 흡연에 대한 부정적인 영향력에 대하여 떠올려 보도록 요청받은 이들은 흡연을 권장받은 실험대상자보다 흡연에 대한 갈망(craving)이 더 떨어졌다. 실험은 주의편향이 환경적인 흡연 자극에 영향을 끼치고, 이러한 자극들이 금연 실패에도 영향을 준다고 말한다. 앞서 말하였듯이 식역하 자극(subliminal stimuli)이 주의편향에 영향을 끼치는 것이 흡연가 사례에서도 마찬가지이듯, 이들은 다른 흡연가를 관찰하거나 담배 광고를 보는 등의 약물 관련 자극에 더 쉽게 반응한다. 자극은 약물의 이용 가능성에 대한 기대를 자극하고, 이는 약물 관련 자극에 대한 주의편향을 형성하며, 약물에 대한 갈망을 유도한다.
이와 유사한 스트루프 검사 연구들은 주의편향이 흡연 자체에는 좌우되지 않으나, 흡연가들은 주의편향을 보인다고 결론지었다. 최근 한 연구는 한 흡연가들에게는 전날밤 흡연을 자제할 것을, 다른 집단에는 1시간 전에 자제할 것을 요청하였다. 흡연 자제는 반응시간을 늦췄지만. 연구 회기 사이의 흡연 중단 시기를 통해 반응시간이 늘었다. 연구자들은 니코틴 의존(nicotine dependence)이 주의를 강화하지만 증거 부족으로 인하여 니코틴 의존이 흡연에 직접 연관되어 있지는 않다고 말한다. 반응시간이 길다는 것은 흡연가들이 흡연 관련 단어들에 더 오래 머무른다는 것을 보여준다. 흡연가 및 금연하려는 흡연가들은 흡연 관련 단어에 대한 반응시간이 더 느려졌는데, 흡연가들이 흡연 관련 단어나 부정적인 단어에 의해 느려졌지만 긍정적인 단어나 중립적인 단어에 의해서는 느려지지 않았다는 사실로부터, 주의편향이 의존 기제(dependency mechanism)가 아닌 행동 기제(behavioral mechanism)라는 것을 입증한다.
특정 기억이나 사물이 중독약제(drug of choice)에 대한 강렬한 갈망을 야기할 수 있다는 점에서, 약물중독(drug addiction) 역시 주의편향의 한 사례이다. 최초의 자극이 발하는 충동을 억제하기에는 너무 강하기 때문에, 약물중독자는 재발하여 다시 약물 사용을 시작할 가능성이 쉽다. 주의편향 극복 방식은 몇 가지가 있는데, 한 해결책은 자극 관련 치료이다. 이러한 치료 방식은 중독이나 재발과 싸우는 사람들에게 특정 사물에 관한 최초의 공포를 극복할 기회를 제공한다. 네덜란드 연구진의 한 연구에 의하면, 약물 중독 치료 기간동안 치료 회기 참석 기회를 제공함으로써, 더 많은 참가자들이 재발한 사람들에 비해 약물 중독에서 더 잘 벗어날 수 있었다. 따라서 결론은 노출치료(exposure therapy)를 통해, 치료 설비를 떠났으나 재발할 환자 수는 줄어들게 된다. 이 연구 내의 스트루프 검사에서도, 대조군과 치료군 간에 유일한 검사 요소는 시간이었다. 연구자들은 치료를 받은 사람들이 치료받지 않은 대조군에 비하여 특정 약물 관련 자극에 더 빨리 반응한다고 결론 내렸다. 이는 주의편향을 경험한 경우, 치료받은 중독자가 치료받지 않은 중독자에 비하여 기억을 더 쉽게 지운다는 것을 의미한다. 즉 약물 중독이 더 이상 일어나거나 사람들의 삶을 파괴하지 않도록 하기 위해서는 전국적으로 치료 시설 내에서 어떠한 조처가 취해져야 한다는 것을 말한다. 또한 이런 치료는 밀접하게 감시되어야 하고 치료 후에도 재발을 최소화하디 위하여 반드시 시행되어야 한다.

## 측정
주의편향 측정에는 두 가지 형태가 있다.
치료대상 내 편향(Within-subject bias)
불안증 환자가 위협 자극에 대한 주의편향과 중립 자극(neutral stimulus)에 대한 주의편향 간에 중대한 차이가 상당할 때(보통 위협 자극일 때)
치료대상 간 편향(Between-subject bias)
비불안증 환자와 불안증 환자의 중립 자극과 위협 자극에 대한 주의편향에 있어 차이가 상당할 때

### 측정 패러다임
주의편향 측정에는 4가지 주요 패러다임이 사용된다.
스트루프 패러다임(Stroop paradigm)
스트루프 패러다임은 최초의 주의편향 측정 방식이었다. 반응 시간을 사용하는데, 이때는 색깔을 활용한다. 대상자에게는 어떤 색깔을 의미하는 단어가 주어지는데, 이 단어의 글자색은 단어가 의미하는 색이 아닌 다른 색이 칠해져 있다. 대상자는 단어의 글자 의미가 아닌 글자 색깔을 답해야 한다. 반대로, 단어 글자 색깔이 아닌 단어가 의미하는 색깔을 말해야 하는 검사도 있다.
점 탐침 패러다임(Dot-probe paradigm)
점 탐침 패러다임/과제(dot-probe paradigm/task)는 주의편향 연구의 표준 측정으로, 점 탐침 패러다임의 상위 버전이다. 감정가가 다른 두 자극이 동시에 주어진다. 그리고 한 탐침봉이 두 자극 중 하나를 대체한다. 탐침봉이라는 것을 알아차리거나 위치를 말하는 등, 참가자는 여기에 반응해야 한다.
포스너 패러다임(Posner paradigm)
포스너 패러다임 혹은 포스너 자극 과제(Posner cueing task)는 점 탐침 패러다임과 유사하다. 이는 시야 검사로, 주어지는 자극마다 주의를 전환하여 집중하는 능력을 측정한다. 대상자는 특정한 한 점에 집중하였다가, 특화된 점의 특면들을 노리도록 최대한 빨리 반응하는 것이다.
시각탐색 패러다임(Visual search paradigm)
시각탐색은 비교적 덜 사용되는 방식이다. 여러 다른 물체들 중 특정 물체들을 지목하고 구분하는 능력을 측정한다.
다른 옵션들이 유용하지만 모두 주의편향의 여러 다른 측면을 활용한다. 이 때문에 주의편향의 특정 측면들을 검토할 경우 일부 측정 발식은 덜 사용된다. 예를 들어, 포스너 자극 과제에서, 자극은 중립적이거나 분노하거나 행복한 표정 중 하나이다. (같은 위치에서 자극/얼굴로서 나타나는 타겟) 유효 실험(valid trial), (다른 위치에서 자극/얼굴에 나타나는 타겟) 무효 실험(invalid trial) 모두 있다. 놀랍게도 다른 수백가지 연구들과는 반대로, 무효 검사에서도 참가자들의 반응시간들은 부정적 자극과 긍정적 자극 모두에게 있어 주의편향 정도가 똑같이 늘어났다.

## 기제
과학에서, 시선추적 운동(eye-tracking movement)에서 종종 보이는 주의편향은 중독에서 나타나는 기본 문제로 생각된다. 흡연가들은 중립적 단서에 비해 흡연 단서들에 더 오래 머문다. 연구자들은 이들에게 흡연 자극을 제시하였을 때, 섬피질(insular cortex), 안와전두피질(orbitofrontal cortex), 편도체(amygdala) 활성도가 더 높아지는 것을 발견하였다. 안와전두피질은 약물 추구 행동을 협력하며, 섬피질과 편도체는 자동적 감정적 상태에 간여한다.
신경 활동은 흡연 초에 저하되고 흡연할 준비를 하는데 집중한다. 따라서 흡연 자극이 근처에 있으면, 흡연가가 다른 과제들에 집중하는 것은 더 어렵다. 이는 관련 자극에 집중하는 것으로 알려진 배측전대상피질(dorsal anterior cingulate cortex)의 활성화에서 잘 보인다.
그러나 이외에도, 주의편향의 기제는 불확실한 영역인데, 주의편향이 작동하는 방식에 관한 여러 이론들이 충돌하기 때문이다. 최초 이론은 도식 이론(schema theory)이다. 이론에서 도식(schema)은 위협에 대해 편향되며, 따라서 위협 관련 물질은 인지적 사고(cognitive thinking)에 있어 항상 선호된다. 반대로, 사람은 정보 처리 과정의 특정 지점들에서 주의편향을 보이기 쉽다고 주장하기도 한다. 이는 지금 더 흔해진 논쟁거리이다.
심리학자 마크 윌리엄스(J. Mark G. Williams)와 동료들은 불안증을 가진 사람들은 초기 정보 처리 과정에서는 위협 자극을 우선시하고, 처리 과정에 있어 한층 전략적 단계에서는 위협으로부터 주의를 돌린다. 이는 경계-회피 패턴(vigilance-avoidance pattern)과 연관되어 있는데, 이는 처음에는 주의를 위협으로 돌리고 이후 단계에서 점차 처리 과정의 세부사항이나 정보를 회피하여 불안한 정신 상태(anxious state of mind)를 회피하려 할 때에 발생한다. 반대로, 다른 연구자들은 불안이 최초의 위협 탐지 행위에 영향이 거의 없지만, 위협원에의 주의 유지를 조절하는데 있어 더 중요하다. 이는 경계-회피 패턴에 대한 대안 이론이라 할 수 있다. 이는 불안증을 가진 사람들이 위협을 처리하면, 공포와 같은 이유때문에 위협 자극으로부터 주의를 철수하고자 분투한다는 것이다.
여러 논의에 상관없이, 궁극적인 설명을 찾으려는 연구들이 많다. 그러나 두 이론 모두를 입증하는 결과도 있어, 주의편향 기제를 불확실하게 만든다.

## 변수

### 시간
한 연구에서, (의료적으로 진단되지 않은 불안증에 대하여) 위협 자극에 대한 주의편향에 대하여, 자극 노출 지속 시간을 조사하였다. 100, 500, 1500 밀리초의 간격이 있는 노출 지속 시간을 제시하였다. 그러나 위협 자극에 대한 편향에 있어 중대한 변화는 보이지 않았다. 의학적 불안에 대해서는 아직 검사하지 않았다.

### 신경인지적 기능
또한 한 연구는 신경인지적 기능(neurocognitive function)과 주의편향 간의 부정적인 관계에 대해 탐색하였다. 주의 영역에서 능력이 저하된 사람들, 특히 숫자 상징 코딩(digit symbol coding)에 있어 문제가 있는 사람들은 위협에 대하여 더 많은 주의편향을 보였다.

## 임상 적용
주의편향과 중독의 연관성은 주의 처리 과정에 대한 통제가 금연하려는 흡연가들을 돕는데 중요하다는 것을 보여준다. 그러나 영국의 금연서비스(Stop Smoking Services, SSS)와 국립건강서비스(National Health Service, NHS) 모두 금연 프로그램에서 주의편향을 타겟팅하지 않은 만큼, 이는 제대로 다뤄지지 않고 있다.
의학적 증상들을 가진 사람들, 불안장애(anxiety disorder)나 만성 통증 등을 가진 사람들은 위협 정보에 우선 주목하는 것으로 보인다. 그러나 이런 관계의 원인에 대해서는 여전히 불확실하다. 두 연구들은 점 탐침 패러다임을 사용하여 원인을 분석하였고, 실험적으로 감정 자극에 대하여 별도의 주의 반응을 유도하였고, 결과적으로 감정적 취약성에 대한 효과에 주목하였다. 결과는 주의편향의 유도가 감정적 취약성을 대체하고 따라서 이러한 결과에 따라 설계된 인지-실험 절차가 미래에 잠재적 치료가치를 갖는다는 것을 주목하게 하였다.